# Plecotus balensis
Plecotus balensis (Вухань ефіопський) — вид рукокрилих родини Лиликові (Vespertilionidae).

## Поширення, поведінка
Цей нещодавно описаний вид є ендеміком, Ефіопського нагір'я. Цей вид відомий тільки з вологих вічнозелених лісів. Харчується у відкритих частинах лісу або галявинах.